# Église Saint-Maurice de Rouvres-les-Vignes
L'église Saint-Maurice est une église située à Rouvres-les-Vignes, en France.

## Localisation
L'église est située sur la commune de Rouvres-les-Vignes, dans le département français de l'Aube.

## Historique
L'édifice est inscrit au titre des monuments historiques en 1984 avec un abondant mobilier datant du XVIe siècle au XIXe siècle.